# Marie de Jésus Deluil-Martiny
Pour les articles homonymes, voir Marie de Jésus.
Marie Deluil-Martiny, en religion Marie de Jésus (Marseille, 28 mai 1841 – Marseille, 27 février 1884) est une religieuse catholique française fondatrice des Filles du Cœur de Jésus et reconnue bienheureuse par l'Église catholique. Elle est fêtée le 27 février.

## Biographie

### Famille
Aînée de cinq enfants et fille d'un avocat aisé, elle était aussi l'arrière-petite nièce de la vénérable Anne-Madeleine Rémusat, apôtre de la dévotion au Sacré-Cœur.

### Fondatrice
Dans la continuité de la sœur visitandine de Bourg-en-Bresse Marie du Sacré-Cœur Bernaud, Marie de Jésus participe activement en 1864 à la fondation de la Garde d'honneur du Sacré-Cœur. Celle-ci est aujourd'hui appelée « Association de la Présence au Christ » et a pour but de trouver des personnes priant devant le Saint-Sacrement nuit et jour à tour de rôle.
Sa vie spirituelle s'intensifie et elle fait vœu de virginité perpétuelle, et d'« abandon total et sans conditions ».
Sa rencontre avec Sylvain Giraud lui permet de développer l'idée du sacerdoce de la Vierge Marie d'après Jean-Jacques Olier alors qu'elle réfléchit à créer la Société des Filles du Cœur de Jésus. L’évêque belge Oswald Van den Berghe, familier du concept, lui permet d'ouvrir une nouvelle congrégation en 1873 à Berchem en Belgique sur fond de troubles politiques en France. Cette congrégation se nomme la Société des Filles du Sacré-Cœur, consacrées à l'adoration du Très Saint Sacrement . La seconde congrégation ouvre à Aix-en-Provence en 1877 puis déménage en 1879 à La Serviane, une propriété familiale dont elle avait hérité près de Marseille,.
Elle meurt assassinée par deux balles de revolver dans la tête par le jardinier anarchiste (Louis Chave) le mercredi des Cendres 27 février 1884 dans le jardin du monastère de la Serviane,. Sœur Marie-Elise, blessée par le meurtrier, lui succède à la tête de l'institut, et poursuit l'extension de l’œuvre. Ses constitutions sont approuvées par le Vatican en 1902.
Son corps repose au monastère de sa congrégation à Rome.

## Hommage
Une plaque biographique est apposée sur la façade de l'immeuble dans lequel elle est née à Marseille, au 109 La Canebière.
Elle est béatifiée par Jean-Paul II le 22 octobre 1989 à Saint Pierre de Rome. 
Elle est fêtée à Anvers le 27 février.